# کماند ایرویز
کماند ایرویز (به انگلیسی: Command Airways (South Africa)) یک شرکت هواپیمایی با کد یاتا CT است که در تاریخ ۱۹۷۷ میلادی تأسیس شده است. دفتر مرکزی کماند ایرویز در ژوهانسبورگ، آفریقای جنوبی واقع شده‌است و قطب این شرکت هواپیمایی در فرودگاه بین‌المللی اولیور تامبو قرار دارد و به ۶ مقصد، پرواز مستقیم انجام می‌دهد.